# カームヤーラーン郡
カームヤーラーン郡（ペルシア語: شهرستان کامیاران、クルド語：کامیاران）とは、イランのコルデスターン州の郡である。郡中心市はカームヤーラーン。2016年の人口は102,856人。郡は中央地区とムーチェシュ地区の2つに区画され，カームヤーラーンとムーチェシュの2つの市（シャフル）が属している。